# محمد دیب
محمد دیب (به فرانسوی: Mohammed Dib) نویسنده، شاعر، رمان‌نویس و نمایش‌نامه نویس قرن بیستم میلادی اهل الجزایر بود.

## جوایز
- جایزه مالارمه (۱۹۹۸).
- در سال ۱۹۶۷ جایزهٔ مجمع نویسندگان الجزایری.
- در سال ۱۹۹۵ جایزهٔ بزرگ رمان پاریس.

## آثار
خانهٔ بزرگ (۱۹۵۲)، آتش‌سوزی (۱۹۵۴)